# Episodi di Carson's Law
La prima stagione della serie televisiva Carson's Law è stata trasmessa in anteprima in Australia da Network Ten tra il 24 gennaio 1983 e il 29 novembre 1984.
| nº  | Titolo originale              | Titolo italiano | Prima TV Australia | Prima TV Italia |
| --- | ----------------------------- | --------------- | ------------------ | --------------- |
| 1   | The Clan (Part 1)             |                 | 24 gennaio 1983    |                 |
| 2   | The Clan (Part 2)             |                 | 24 gennaio 1983    |                 |
| 3   | The Witness                   |                 | 25 gennaio 1983    |                 |
| 4   | The Requiem                   |                 | 25 gennaio 1983    |                 |
| 5   | Case Deferred                 |                 | 31 gennaio 1983    |                 |
| 6   | The Royston Trial             |                 | 1º febbraio 1983   |                 |
| 7   | English Gentlemen             |                 | 7 febbraio 1983    |                 |
| 8   | Foxtrot                       |                 | 8 febbraio 1983    |                 |
| 9   | The Medicine Man              |                 | 14 febbraio 1983   |                 |
| 10  | Which Doctor                  |                 | 15 febbraio 1983   |                 |
| 11  | Swan Song (Part 1)            |                 | 21 febbraio 1983   |                 |
| 12  | Swan Song (Part 2)            |                 | 22 febbraio 1983   |                 |
| 13  | Happy Families                |                 | 28 febbraio 1983   |                 |
| 14  | To the Future                 |                 | 1º marzo 1983      |                 |
| 15  | Lost Soul                     |                 | 7 marzo 1983       |                 |
| 16  | Preselection                  |                 | 8 marzo 1983       |                 |
| 17  | On the Fence                  |                 | 14 marzo 1983      |                 |
| 18  | A Family Concern              |                 | 15 marzo 1983      |                 |
| 19  | Jealousy                      |                 | 21 marzo 1983      |                 |
| 20  | Assault                       |                 | 22 marzo 1983      |                 |
| 21  | The Cause                     |                 | 28 marzo 1983      |                 |
| 22  | Trial and Error               |                 | 29 marzo 1983      |                 |
| 23  | Dead Men's Tales              |                 | 4 aprile 1983      |                 |
| 24  | Dead End                      |                 | 5 aprile 1983      |                 |
| 25  | The Candidate                 |                 | 11 aprile 1983     |                 |
| 26  | Stranger Bedfellows           |                 | 12 aprile 1983     |                 |
| 27  | Donnegan's Wake               |                 | 18 aprile 1983     |                 |
| 28  | Confession                    |                 | 19 aprile 1983     |                 |
| 29  | Aftermath                     |                 | 25 aprile 1983     |                 |
| 30  | Waywards from the Bush        |                 | 26 aprile 1983     |                 |
| 31  | All God's Children            |                 | 2 maggio 1983      |                 |
| 32  | Blessed Are They              |                 | 3 maggio 1983      |                 |
| 33  | A Useful Life                 |                 | 10 marzo 1983      |                 |
| 34  | The Greater Good              |                 | 11 maggio 1983     |                 |
| 35  | Chopsticks                    |                 | 16 maggio 1983     |                 |
| 36  | In a Market Garden            |                 | 17 maggio 1983     |                 |
| 37  | Prodigal                      |                 | 23 maggio 1983     |                 |
| 38  | Razorman                      |                 | 24 maggio 1983     |                 |
| 39  | Christmas Cheer               |                 | 30 maggio 1983     |                 |
| 40  | The Wedding                   |                 | 31 maggio 1983     |                 |
| 41  | The Honeymoon                 |                 | 6 giugno 1983      |                 |
| 42  | A Private Life                |                 | 7 giugno 1983      |                 |
| 43  | Birthright                    |                 | 14 giugno 1983     |                 |
| 44  | Heritage                      |                 | 16 giugno 1983     |                 |
| 45  | Policeman's Lot               |                 | 21 giugno 1983     |                 |
| 46  | True Colours                  |                 | 23 giugno 1983     |                 |
| 47  | Pound Of Flesh                |                 | 28 giugno 1983     |                 |
| 48  | In Service                    |                 | 30 giugno 1983     |                 |
| 49  | Soiree                        |                 | 5 luglio 1983      |                 |
| 50  | Best Laid Plans               |                 | 7 luglio 1983      |                 |
| 51  | The Sins Of The Sons          |                 | 12 luglio 1983     |                 |
| 52  | The Perfect Gentleman         |                 | 14 luglio 1983     |                 |
| 53  | Future Horizons               |                 | 19 luglio 1983     |                 |
| 54  | Happy Events                  |                 | 21 luglio 1983     |                 |
| 55  | Scent Of Battle               |                 | 26 luglio 1983     |                 |
| 56  | The Fortune Teller            |                 | 28 luglio 1983     |                 |
| 57  | Fortune's Child               |                 | 2 agosto 1983      |                 |
| 58  | Fire and Misfire              |                 | 4 agosto 1983      |                 |
| 59  | St. Patrick's Day             |                 | 9 agosto 1983      |                 |
| 60  | The Masquerade                |                 | 11 agosto 1983     |                 |
| 61  | All That Glitters             |                 | 16 agosto 1983     |                 |
| 62  | Laugh, Clown, Laugh           |                 | 18 agosto 1983     |                 |
| 63  | Guardian Angels               |                 | 23 agosto 1983     |                 |
| 64  | Lost Opportunities            |                 | 25 agosto 1983     |                 |
| 65  | A Country Dance               |                 | 30 agosto 1983     |                 |
| 66  | Faith, Hope, and Fencing Wire |                 | 1º settembre 1983  |                 |
| 67  | A Matter of Confidence        |                 | 6 settembre 1983   |                 |
| 68  | The Tender Trap               |                 | 8 settembre 1983   |                 |
| 69  | A Case for Compassion         |                 | 13 settembre 1983  |                 |
| 70  | From Small Acorns             |                 | 15 settembre 1983  |                 |
| 71  | Street Games, Night Moves     |                 | 20 settembre 1983  |                 |
| 72  | Deceptions                    |                 | 22 settembre 1983  |                 |
| 73  | Orphans Of The Storm          |                 | 27 settembre 1983  |                 |
| 74  | Falling Star                  |                 | 29 settembre 1983  |                 |
| 75  | Means To An End               |                 | 4 ottobre 1983     |                 |
| 76  | Teapots and Tears             |                 | 6 ottobre 1983     |                 |
| 77  | Seeing Stars                  |                 | 11 ottobre 1983    |                 |
| 78  | Mirrors and Dreams            |                 | 13 ottobre 1983    |                 |
| 79  | The Americans Are Coming      |                 | 18 ottobre 1983    |                 |
| 80  | Picking up the Pieces         |                 | 20 ottobre 1983    |                 |
| 81  | The Bolshevik                 |                 | 25 ottobre 1983    |                 |
| 82  | The Comeback                  |                 | 27 ottobre 1983    |                 |
| 83  | A Scent of Lavender           |                 | 1º novembre 1983   |                 |
| 84  | Changes                       |                 | 3 novembre 1983    |                 |
| 85  | Preferential Treatment        |                 | 8 novembre 1983    |                 |
| 86  | Growing Pains                 |                 | 9 novembre 1983    |                 |
| 87  | A Weak Resolve                |                 | 15 novembre 1983   |                 |
| 88  | The Catch                     |                 | 17 novembre 1983   |                 |
| 89  | Butcher's Picnic              |                 | 22 novembre 1983   |                 |
| 90  | Child of the Storm            |                 | 24 novembre 1983   |                 |
| 91  | A Cat Among the Carsons       |                 | 29 novembre 1983   |                 |
| 92  | A Change Of Heart             |                 | 6 dicembre 1983    |                 |
| 93  | The Lunatic                   |                 | 13 dicembre 1983   |                 |
| 94  | The Sisters                   |                 | 17 gennaio 1984    |                 |
| 95  | A Chinese Puzzle              |                 | 1984               |                 |
| 96  | Humanitarian Grounds          |                 | 1984               |                 |
| 97  | A Case to Answer              |                 | 1984               |                 |
| 98  | Scarlet Fever                 |                 | 1984               |                 |
| 99  | The Duel                      |                 | 1984               |                 |
| 100 | Vale                          |                 | 1984               |                 |
| 101 | Prelude                       |                 | 1984               |                 |
| 102 | Power Games                   |                 | 1984               |                 |
| 103 | Verdict: Not Innocent         |                 | 1984               |                 |
| 104 | The Portrait                  |                 | 1984               |                 |
| 105 | A Small Misunderstanding      |                 | 1984               |                 |
| 106 | The Outsider                  |                 | 1984               |                 |
| 107 | Lady Luck                     |                 | 1984               |                 |
| 108 | Win Some, Lose Some           |                 | 1984               |                 |
| 109 | The Innocent                  |                 | 1984               |                 |
| 110 | A Crime Of Passion            |                 | 1984               |                 |
| 111 | Virtue Defiled                |                 | 1984               |                 |
| 112 | The Lost Weekend              |                 | 1984               |                 |
| 113 | The Tender Past               |                 | 1984               |                 |
| 114 | A Question Of Circumstance    |                 | 1984               |                 |
| 115 | White Knights                 |                 | 1984               |                 |
| 116 | New Friends                   |                 | 1984               |                 |
| 117 | Infatuation                   |                 | 1984               |                 |
| 118 | Snakes In The Grass           |                 | 1984               |                 |
| 119 | A Man's Pride                 |                 | 1984               |                 |
| 120 | Gentlemen's Agreement         |                 | 1984               |                 |
| 121 | Self Defence                  |                 | 1984               |                 |
| 122 | Flash Point                   |                 | 1984               |                 |
| 123 | Blood And Fire                |                 | 1984               |                 |
| 124 | Wedding Vows                  |                 | 1984               |                 |
| 125 | An Anxious Advocate           |                 | 1984               |                 |
| 126 | The Devil's Work              |                 | 1984               |                 |
| 127 | The Last Goodbye              |                 | 1984               |                 |
| 128 | A Fond Concept                |                 | 1984               |                 |
| 129 | Luck Of The Draw              |                 | 1984               |                 |
| 130 | A Lucky Investment            |                 | 1984               |                 |
| 131 | Strike Me Lucky               |                 | 1984               |                 |
| 132 | The Performance               |                 | 1984               |                 |
| 133 | A Hold On Life                |                 | 1984               |                 |
| 134 | The Old People's Friend       |                 | 1984               |                 |
| 135 | The Last Enemy                |                 | 1984               |                 |
| 136 | A Small Favour                |                 | 1984               |                 |
| 137 | Throw A Seven (Part 1)        |                 | 1984               |                 |
| 138 | Throw A Seven (Part 2)        |                 | 1984               |                 |
| 139 | The Comeback                  |                 | 1984               |                 |
| 140 | Wild Oats                     |                 | 1984               |                 |
| 141 | Misalliance                   |                 | 1984               |                 |
| 142 | The Arrangement               |                 | 1984               |                 |
| 143 | Hideous Nights                |                 | 1984               |                 |
| 144 | Gambits                       |                 | 1984               |                 |
| 145 | Smile For The Camera          |                 | 1984               |                 |
| 146 | Malpractice                   |                 | 1984               |                 |
| 147 | Fear Is The Key               |                 | 1984               |                 |
| 148 | Fire and Ice                  |                 | 1984               |                 |
| 149 | Fallen Into Darkness          |                 | 1984               |                 |
| 150 | Seeds Of Doubt                |                 | 1984               |                 |
| 151 | The Ivory Tower               |                 | 1984               |                 |
| 152 | To The Future                 |                 | 1984               |                 |
| 153 | Heroic Deeds                  |                 | 1984               |                 |
| 154 | Another Mrs. Carson           |                 | 1984               |                 |
| 155 | Desperate Measures            |                 | 1984               |                 |
| 156 | The Long Farewell             |                 | 1984               |                 |
| 157 | A Bob Each Way                |                 | 1984               |                 |
| 158 | The Lesson                    |                 | 1984               |                 |
| 159 | One Step Ahead                |                 | 1984               |                 |
| 160 | The Wages Of Sin              |                 | 1984               |                 |
| 161 | The Mis-Shapen Effigy         |                 | 1984               |                 |
| 162 | Trial By Editorial            |                 | 1984               |                 |
| 163 | Ploys                         |                 | 1984               |                 |
| 164 | Baying For Blood              |                 | 1984               |                 |
| 165 | The Dominant Gender           |                 | 1984               |                 |
| 166 | The Man's Rights              |                 | 1984               |                 |
| 167 | La Cenicienta                 |                 | 1984               |                 |
| 168 | All Is Fair                   |                 | 1984               |                 |
| 169 | Hell Hath No Fury             |                 | 1984               |                 |
| 170 | Beyond All Reason             |                 | 1984               |                 |
| 171 | The Break                     |                 | 1984               |                 |
| 172 | End of the Road               |                 | 1984               |                 |
| 173 | Wild Violets                  |                 | 1984               |                 |
| 174 | Divide and Conquer            |                 | 1984               |                 |
| 175 | Blood On The Straw            |                 | 1984               |                 |
| 176 | Buying Time                   |                 | 1984               |                 |
| 177 | A Question Of Liberty         |                 | 1984               |                 |
| 178 | The Scapegoat                 |                 | 1984               |                 |
| 179 | Hide And Seek                 |                 | 1984               |                 |
| 180 | My Father, My Son             |                 | 1984               |                 |
| 181 | Requiescast                   |                 | 20 novembre 1984   |                 |
| 182 | The Heir Apparent             |                 | 22 novembre 1984   |                 |
| 183 | The Dark Tunnel               |                 | 27 novembre 1984   |                 |
| 184 | Daylight                      |                 | 29 novembre 1984   |                 |